# مينرفا (نيويورك)
مينرفا (بالإنجليزية: Minerva, New York)‏ هي بلدة أمريكية تقع في الولايات المتحدة في مقاطعة إيسيكس، نيويورك. يقدر عدد سكانها بـ 809 نسمة ومساحتها 419.9 كم2 وترتفع عن سطح البحر 457 متر.

## أعلام
- سولمون نورثوب